# Major League Soccer de 2000
A Major League Soccer de 2000 foi a quinta edição da MLS.

## Estádios
| Chicago Fire       | Colorado Rapids    | Columbus Crew          | D.C. United          | Dallas Burn          | Kansas City Wizards   |
| ------------------ | ------------------ | ---------------------- | -------------------- | -------------------- | --------------------- |
| Soldier Field      | Mile High Stadium  | Columbus Crew Stadium  | RFK Memorial Stadium | Cotton Bowl          | Arrowhead Stadium     |
| Capacidade: 61 500 | Capacidade: 76 273 | Capacidade: 22 555     | Capacidade: 46 000   | Capacidade: 92 100   | Capacidade: 81 425    |
|                    |                    |                        |                      |                      |                       |
| Los Angeles Galaxy | Miami Fusion       | New England Revolution | NY/NJ MetroStars     | San José Earthquakes | Tampa Bay Mutiny      |
| Rose Bowl          | Lockhart Stadium   | Foxboro Stadium        | Giants Stadium       | Spartan Stadium      | Raymond James Stadium |
| Capacidade: 92 542 | Capacidade: 20 450 | Capacidade: 60 292     | Capacidade: 80 200   | Capacidade: 30 456   | Capacidade: 65 857    |
|                    |                    |                        |                      |                      |                       |

## Classificação

### Classificação das Conferências
| Conferência Leste |                                |     |    |    |   |    |    |    |     |
| #                 | Equipe                         | Pts | J  | V  | E | D  | GP | GC | SG  |
| 1                 | New York/New Jersey MetroStars | 54  | 32 | 17 | 3 | 12 | 64 | 56 | +8  |
| 2                 | New England Revolution         | 45  | 32 | 13 | 6 | 13 | 47 | 49 | -2  |
| 3                 | Miami Fusion                   | 41  | 32 | 12 | 5 | 15 | 54 | 56 | -2  |
| 4                 | D.C. United                    | 30  | 32 | 8  | 6 | 18 | 44 | 63 | -19 |

|  |                                |
|  | Classificados para os playoffs |

| Conferência Central |                  |     |    |    |   |    |    |    |     |
| #                   | Equipe           | Pts | J  | V  | E | D  | GP | GC | SG  |
| 1                   | Chicago Fire     | 57  | 32 | 17 | 6 | 9  | 67 | 51 | +16 |
| 2                   | Tampa Bay Mutiny | 52  | 32 | 16 | 4 | 12 | 62 | 50 | +12 |
| 3                   | Dallas Burn      | 46  | 32 | 14 | 4 | 14 | 54 | 54 | 0   |
| 4                   | Columbus Crew    | 38  | 32 | 11 | 5 | 16 | 48 | 58 | -10 |

|  |                                |
|  | Classificados para os playoffs |

| Conferência Oeste |                      |     |    |    |   |    |    |    |     |
| #                 | Equipe               | Pts | J  | V  | E | D  | GP | GC | SG  |
| 1                 | Kansas City Wizards  | 57  | 32 | 16 | 9 | 7  | 47 | 29 | +18 |
| 2                 | Los Angeles Galaxy   | 50  | 32 | 14 | 8 | 10 | 47 | 37 | +10 |
| 3                 | Colorado Rapids      | 43  | 32 | 13 | 4 | 15 | 43 | 59 | -16 |
| 4                 | San Jose Earthquakes | 29  | 32 | 7  | 8 | 17 | 35 | 50 | -15 |

|  |                                |
|  | Classificados para os playoffs |

### Classificação Geral
| Major League Soccer |                                |     |    |    |   |    |    |    |     |
| #                   | Equipe                         | Pts | J  | V  | E | D  | GP | GC | SG  |
| 1                   | Kansas City Wizards            | 57  | 32 | 16 | 9 | 7  | 47 | 29 | +18 |
| 2                   | Chicago Fire                   | 57  | 32 | 17 | 6 | 9  | 67 | 51 | +16 |
| 3                   | New York/New Jersey MetroStars | 54  | 32 | 17 | 3 | 12 | 64 | 56 | +8  |
| 4                   | Tampa Bay Mutiny               | 52  | 32 | 16 | 4 | 12 | 62 | 50 | +12 |
| 5                   | Los Angeles Galaxy             | 50  | 32 | 14 | 8 | 10 | 47 | 37 | +10 |
| 6                   | Dallas Burn                    | 46  | 32 | 14 | 4 | 14 | 54 | 54 | 0   |
| 7                   | New England Revolution         | 45  | 32 | 13 | 6 | 13 | 47 | 49 | -2  |
| 8                   | Colorado Rapids                | 43  | 32 | 13 | 4 | 15 | 43 | 59 | -16 |
| 9                   | Miami Fusion                   | 41  | 32 | 12 | 5 | 15 | 54 | 56 | -2  |
| 10                  | Columbus Crew                  | 38  | 32 | 11 | 5 | 16 | 48 | 58 | -10 |
| 11                  | D.C. United                    | 30  | 32 | 8  | 6 | 18 | 44 | 63 | -19 |
| 12                  | San Jose Earthquakes           | 29  | 32 | 7  | 8 | 17 | 35 | 50 | -15 |

|  |                                                       |
|  | MLS Supporters' Shield, Classificado para os playoffs |
|  | Classificados para os playoffs                        |

## Playoffs
|  | Quartas-de-Final | Quartas-de-Final       | Quartas-de-Final   | Quartas-de-Final | Quartas-de-Final |   |                  | Semifinais          | Semifinais | Semifinais | Semifinais | Semifinais |  |  | MLS Cup 2000 | MLS Cup 2000        | MLS Cup 2000 | MLS Cup 2000 | MLS Cup 2000 | MLS Cup 2000 | MLS Cup 2000 |
|  |                  |                        |                    |                  |                  |   |                  |                     |            |            |            |            |  |  |              |                     |              |              |              |              |              |
|  | 1                | Kansas City Wizards    | 1                  | 0                | 3                |   |                  |                     |            |            |            |            |  |  |              |                     |              |              |              |              |              |
|  | 8                | Colorado Rapids        | 0                  | 0                | 2                |   |                  |                     |            |            |            |            |  |  |              |                     |              |              |              |              |              |
|  | 8                | Colorado Rapids        | 0                  | 0                | 2                |   | 1                | Kansas City Wizards | 0          | 1          | 2          |            |  |  |              |                     |              |              |              |              |              |
|  |                  |                        |                    |                  |                  |   | 1                | Kansas City Wizards | 0          | 1          | 2          |            |  |  |              |                     |              |              |              |              |              |
|  |                  | 5                      | Los Angeles Galaxy | 0                | 2                | 0 |                  |                     |            |            |            |            |  |  |              |                     |              |              |              |              |              |
|  | 4                | 5                      | Los Angeles Galaxy | 0                | 2                | 0 | Tampa Bay Mutiny | 0                   | 1          | 1          |            |            |  |  |              |                     |              |              |              |              |              |
|  | 4                |                        |                    |                  |                  |   | Tampa Bay Mutiny | 0                   | 1          | 1          |            |            |  |  |              |                     |              |              |              |              |              |
|  | 5                | Los Angeles Galaxy     | 1                  | 2                | 0                |   |                  |                     |            |            |            |            |  |  |              |                     |              |              |              |              |              |
|  |                  |                        |                    |                  |                  |   |                  |                     |            |            |            |            |  |  | 1            | Kansas City Wizards | 1            |              |              |              |              |
|  |                  |                        | 2                  | Chicago Fire     | 0                |   |                  |                     |            |            |            |            |  |  |              |                     |              |              |              |              |              |
|  | 2                | Chicago Fire           | 2                  | 1                | 6                |   |                  |                     |            |            |            |            |  |  |              |                     |              |              |              |              |              |
|  | 7                | New England Revolution | 1                  | 2                | 0                |   |                  |                     |            |            |            |            |  |  |              |                     |              |              |              |              |              |
|  | 7                | New England Revolution | 1                  | 2                | 0                |   | 2                | Chicago Fire        | 3          | 0          | 3          |            |  |  |              |                     |              |              |              |              |              |
|  |                  |                        |                    |                  |                  |   | 2                | Chicago Fire        | 3          | 0          | 3          |            |  |  |              |                     |              |              |              |              |              |
|  |                  | 3                      | MetroStars         | 0                | 2                | 2 |                  |                     |            |            |            |            |  |  |              |                     |              |              |              |              |              |
|  | 3                | 3                      | MetroStars         | 0                | 2                | 2 | MetroStars       | 2                   | 2          | -          |            |            |  |  |              |                     |              |              |              |              |              |
|  | 3                |                        |                    |                  |                  |   | MetroStars       | 2                   | 2          | -          |            |            |  |  |              |                     |              |              |              |              |              |
|  | 6                | Dallas Burn            | 1                  | 1                | -                |   |                  |                     |            |            |            |            |  |  |              |                     |              |              |              |              |              |

## Quartas-de-Final
Jogo 1
| 16 de setembro | Kansas City Wizards | 1 – 0 | Colorado Rapids | Arrowhead Stadium, Kansas City |
|                | Molnar 18'          |       |                 | Público: 8 682                 |

Jogo 2
| 20 de setembro | Colorado Rapids | 0 – 0 | Kansas City Wizards | Mile High Stadium, Denver |
|                |                 |       |                     | Público: 8 789            |

Jogo 3
| 24 de setembro | Kansas City Wizards                              | 3 – 0 | Colorado Rapids               | Arrowhead Stadium, Kansas City |
|                | Henderson 11' · Molnar 65' · Francisco Gomez 69' |       | 70', *+90' Paul Bravo (*pên.) | Público: 4 156                 |

- Kansas City Wizards venceu a série por 1 - 0, e avançou à semifinal.

## 
Jogo 1
| 15 de setembro | Chicago Fire                      | 2 – 1 | New England Revolution | Soldier Field, Chicago |
|                | Wright (G.C.) 54' · Kovalenko 73' |       | 50' Harris             | Público: 10 476        |

Jogo 2
| 19 de setembro | New England Revolution   | 2 – 1 | Chicago Fire  | Gillette Stadium, Foxborough |
|                | Wynalda 18' · Wright 86' |       | 83' Kovalenko | Público: 10 723              |

Jogo 3
| 22 de setembro | Chicago Fire                                                           | 6 – 0 | New England Revolution | Soldier Field, Chicago |
|                | Razov 5', 65' · Stoichkov 14', 17' · Piotr Nowak +45' · Sam George 75' |       |                        | Público: 5 972         |

- Chicago Fire venceu a série por 2 - 1, e avançou à semifinal.

Jogo 1
| 15 de setembro | NY/NJ MetroStars           | 2 – 1 (PRO) | Dallas Burn     | Giants Stadium, East Rutherford |
|                | Mathis 34' · Valencia 100' |             | 57' Bobby Rhine | Público: 14 868                 |

Jogo 2
| 20 de setembro | Dallas Burn                | 1 – 2 | NY/NJ MetroStars | Cotton Bowl, Dallas |
|                | Jorge Rodríguez (pên.) 82' |       | 53', 81' Mathis  | Público: 7 555      |

- NY/NJ MetroStars venceu a série por 2 - 0, e avançou à semifinal.

Jogo 1
| 14 de setembro | Tampa Bay Mutiny | 0 – 1 | Los Angeles Galaxy | Raymond James Stadium, Tampa |
|                |                  |       | 61' (pên.) Vanney  | Público: 5 583               |

Jogo 2
| 20 de setembro | Los Angeles Galaxy                                                                      | 5 – 2 | Tampa Bay Mutiny        | Rose Bowl, Pasadena |
|                | Hendrickson 14' · Brian Kelly 19' · Hernández 48' · Mauricio Cienfuegos 51' · Jones 85' |       | 21', 67' Mamadou Diallo | Público: 13 581     |

- Los Angeles Galaxy venceu a série por 2 - 0, e avançou à semifinal.

## Semifinais
Jogo 1
| 26 de setembro | Chicago Fire                              | 3 – 0 | NY/NJ MetroStars | Soldier Field, Chicago |
|                | Stoichkov 21' · Kovalenko 35' · Razov 84' |       |                  | Público: 7 141         |

Jogo 2
| 30 de setembro | NY/NJ MetroStars              | 2 – 0 | Chicago Fire | Giants Stadium, East Rutherford |
|                | Mark Chung 40' · Valencia 84' |       |              | Público: 15 476                 |

Jogo 3
| 06 de outubro | Chicago Fire                               | 3 – 2 | NY/NJ MetroStars  | Soldier Field, Chicago |
|               | C. J. Brown 4' · Stoichkov 31' · Razov 88' |       | 32', 36' Valencia | Público: 10 133        |

- Chicago Fire venceu a série por 3 - 2, e avançou a MLS Cup 2000.

## 
Jogo 1
| 29 de setembro | Kansas City Wizards | 0 – 0 | Los Angeles Galaxy | Arrowhead Stadium, Kansas City |
|                |                     |       |                    | Público: 11 815                |

Jogo 2
| 03 de outubro | Los Angeles Galaxy     | 2 – 1 (PRO) | Kansas City Wizards | Rose Bowl, Pasadena |
|               | Jones 16' · Califf 93' |             | 29' Matt McKeon     | Público: 20 849     |

Jogo 3
| 06 de outubro | Kansas City Wizards    | 2 – 0 (PRO) | Los Angeles Galaxy | Arrowhead Stadium, Kansas City |
|               | Molnar (pên.) 22', 96' |             |                    | Público: 8 320                 |

- Kansas City Wizards venceu a série por 2 - 1, e avançou a MLS Cup 2000.

## MLS Cup 2000
| 15 de outubro de 2000 | Kansas City Wizards | 1 – 0 | Chicago Fire | RFK Stadium, Washington, D.C.           |
|                       | Molnar 11'          |       |              | Público: 39 159 Árbitro: Paul Tamberino |

## Campeões do Ano
- MLS Cup - Kansas City Wizards
- MLS Supporters' Shield - Kansas City Wizards
- U.S. Open Cup - Chicago Fire

## Competições Internacionais
Copa dos Campeões da CONCACAF
- Los Angeles Galaxy
Derrotou o  Real C.D. España por 5-3 nos pênaltis, após empatar por 0-0 no tempo normal (Quartas-de-Final).
Derrotou o  D.C. United por 4-2 nos pênaltis, após empatar por 1-1 no tempo normal (Semifinal).
Derrotou o  C.D. Olimpia por 3-2 (Final).

- D.C. United
Derrotou o  L.D. Alajuelense por 2-1 (Quartas-de-Final).
Derrotado pelo  Los Angeles Galaxy por 4-2 nos pênaltis, após empatar por 1-1 no tempo normal (Semifinal).
Derrotado pelo  C.F. Pachuca por 2-1 (Disputa de 3º Lugar).

## Premiações

### Jogador da Semana
| Semana    | Jogador da Semana      | Clube                  |
| --------- | ---------------------- | ---------------------- |
| Semana 1  | Ariel Graziani         | Dallas Burn            |
| Semana 2  | Cobi Jones             | Los Angeles Galaxy     |
| Semana 3  | Joe Cannon             | San José Earthquakes   |
| Semana 4  | Ben Olsen              | D.C. United            |
| Semana 5  | Imad Baba              | New England Revolution |
| Semana 6  | Marcelo Balboa         | Colorado Rapids        |
| Semana 7  | Ante Razov             | Chicago Fire           |
| Semana 8  | Ante Razov             | Chicago Fire           |
| Semana 9  | Mamadou Diallo         | Tampa Bay Mutiny       |
| Semana 10 | Peter Vermes           | Kansas City Wizards    |
| Semana 11 | Ted Chronopoulos       | New England Revolution |
| Semana 12 | Mamadou Diallo         | Tampa Bay Mutiny       |
| Semana 13 | Jamar Beasley          | New England Revolution |
| Semana 14 | Danny Califf           | Los Angeles Galaxy     |
| Semana 15 | Tony Meola             | Kansas City Wizards    |
| Semana 16 | Ariel Graziani         | Dallas Burn            |
| Semana 17 | Joe Cannon             | San José Earthquakes   |
| Semana 18 | Dante Washington       | Columbus Crew          |
| Semana 19 | Wolde Sealassie Harris | New England Revolution |
| Semana 20 | Ante Razov             | Chicago Fire           |
| Semana 21 | Adolfo Valencia        | NY/NJ MetroStars       |
| Semana 22 | Clint Mathis           | NY/NJ MetroStars       |
| Semana 23 | Clint Mathis           | NY/NJ MetroStars       |
| Semana 24 | Diego Serna            | Miami Fusion           |
| Semana 25 | Paul Bravo             | Colorado Rapids        |

### Jogador do Mês
| Mês      | Jogador do Mês   | Clube               |
| -------- | ---------------- | ------------------- |
| Abril    | Miklos Molnar    | Kansas City Wizards |
| Maio     | Tony Meola       | Kansas City Wizards |
| Junho    | Clint Mathis     | NY/NJ MetroStars    |
| Julho    | Dante Washington | Columbus Crew       |
| Agosto   | Clint Mathis     | NY/NJ MetroStars    |
| Setembro | Diego Serna      | Miami Fusion        |

### Prêmios Individuais
| Prêmio             | Jogador                    | Clube                |
| ------------------ | -------------------------- | -------------------- |
| Melhor Jogador     | Tony Meola                 | Kansas City Wizards  |
| Maior Pontuador    | Mamadou Diallo - (56 Pts.) | Tampa Bay Mutiny     |
| Defensor do Ano    | Peter Vermes               | Kansas City Wizards  |
| Goleiro do Ano     | Tony Meola                 | Kansas City Wizards  |
| Novato do Ano      | Carlos Bocanegra           | Chicago Fire         |
| Técnico do Ano     | Bob Gansler                | Kansas City Wizards  |
| Regresso do Ano    | Tony Meola                 | Kansas City Wizards  |
| Gol do Ano         | Marcelo Balboa             | Colorado Rapids      |
| Fair Play          | Steve Ralston              | Tampa Bay Mutiny     |
| Humanitário do Ano | Abdul Thompson Conteh      | San Jose Earthquakes |

## Estatísticas

### Maiores Pontuadores
| Posição | Jogador                | Clube                  | Gols | Assistências | Pontuação |
| ------- | ---------------------- | ---------------------- | ---- | ------------ | --------- |
| 1       | Mamadou Diallo         | Tampa Bay Mutiny       | 26   | 4            | 56        |
| 2       | Clint Mathis           | NY/NJ MetroStars*      | 16   | 14           | 46        |
| 3       | Ante Razov             | Chicago Fire           | 18   | 6            | 42        |
|         | Diego Serna            | Miami Fusion           | 16   | 10           | 42        |
| 5       | Adolfo Valencia        | NY/NJ MetroStars       | 16   | 9            | 41        |
| 6       | Dante Washington       | Columbus Crew          | 15   | 9            | 39        |
| 7       | Wolde Sealassie Harris | New England Revolution | 15   | 7            | 37        |
| 8       | Jason Kreis            | Dallas Burn            | 11   | 13           | 35        |
| 9       | Ariel Graziani         | Dallas Burn            | 15   | 3            | 33        |
|         | Alex Comas             | NY/NJ MetroStars       | 13   | 6            | 32        |

- O marcador é calculado da seguinte forma: 2 pontos por um gol e um ponto para um passe.

*Jogador jogou por mais de um time - Ultimo time listado

### Artilheiros
| Posição | Jogador                | Clube                  | Gols |
| ------- | ---------------------- | ---------------------- | ---- |
| 1       | Mamadou Diallo         | Tampa Bay Mutiny       | 26   |
| 2       | Ante Razov             | Chicago Fire           | 18   |
| 3       | Clint Mathis           | NY/NJ MetroStars*      | 16   |
|         | Diego Serna            | Miami Fusion           | 16   |
|         | Adolfo Valencia        | NY/NJ MetroStars       | 16   |
| 6       | Ariel Graziani         | Dallas Burn            | 15   |
|         | Dante Washington       | Columbus Crew          | 15   |
|         | Wolde Sealassie Harris | New England Revolution | 15   |
| 9       | Alex Comas             | NY/NJ MetroStars       | 13   |
| 10      | Miklos Molnar          | Kansas City Wizards    | 12   |
|         | Jaime Moreno           | D.C. United            | 12   |

*Jogador jogou por mais de um time - Ultimo time listado

### Líderes de Assistências
| Posição | Jogador           | Clube               | Assistências |
| ------- | ----------------- | ------------------- | ------------ |
| 1       | Carlos Valderrama | Tampa Bay Mutiny    | 26           |
| 2       | Steve Ralston     | Tampa Bay Mutiny    | 17           |
| 3       | Martín Machón     | Miami Fusion        | 16           |
| 4       | Preki             | Kansas City Wizards | 15           |
| 5       | Clint Mathis      | NY/NJ MetroStars*   | 14           |
|         | Piotr Nowak       | Chicago Fire        | 14           |
| 7       | Diego Gutiérrez   | Chicago Fire        | 13           |
|         | Jason Kreis       | Dallas Burn         | 13           |
|         | Robert Warzycha   | Columbus Crew       | 13           |

*Jogador jogou por mais de um time - Ultimo time listado

### Estatística dos Goleiros
(Mínimo 1,000 minutos)
| No. | Jogador       | Clube                  | Jogos | Minutos | Gols Sofridos | Percentual de GS |
| --- | ------------- | ---------------------- | ----- | ------- | ------------- | ---------------- |
| 1   | Tony Meola    | Kansas City Wizards    | 31    | 2826    | 29            | 0.92             |
| 2   | Kevin Hartman | Los Angeles Galaxy     | 26    | 2422    | 27            | 1.00             |
| 3   | Zach Thornton | Chicago Fire           | 25    | 2319    | 33            | 1.28             |
| 4   | Joe Cannon    | San José Earthquakes   | 26    | 2420    | 40            | 1.49             |
| 5   | Scott Garlick | Tampa Bay Mutiny       | 32    | 2934    | 50            | 1.53             |
| 6   | Jeff Causey   | New England Revolution | 22    | 1975    | 34            | 1.55             |
| 7   | Mark Simpson  | D.C. United            | 13    | 1179    | 21            | 1.60             |
| 8   | Mike Ammann   | NY/NJ MetroStars       | 22    | 1960    | 35            | 1.61             |
| 9   | David Kramer  | Colorado Rapids        | 20    | 1804    | 33            | 1.65             |
| 10  | Matt Jordan   | Dallas Burn            | 31    | 2830    | 53            | 1.69             |

### Público
| Clube                  | Jogos | Público Total | Média Por Jogo |
| ---------------------- | ----- | ------------- | -------------- |
| Los Angeles Galaxy     | 16    | 326,392       | 20,400         |
| D.C. United            | 16    | 297,279       | 18,580         |
| NY/NJ MetroStars       | 16    | 281,938       | 17,621         |
| New England Revolution | 16    | 247,409       | 15,463         |
| Columbus Crew          | 16    | 247,220       | 15,451         |
| Chicago Fire           | 16    | 214,189       | 13,387         |
| Dallas Burn            | 16    | 209,637       | 13,102         |
| Colorado Rapids        | 16    | 201,280       | 12,580         |
| San Jose Earthquakes   | 16    | 199,364       | 12,460         |
| Tampa Bay Mutiny       | 16    | 151,232       | 9,452          |
| Kansas City Wizards    | 16    | 145,793       | 9,112          |
| Miami Fusion F.C.      | 16    | 119,352       | 7,460          |
| TOTAL                  | 192   | 2,641,085     | 13,756         |